# محطة قطار عين تموشنت
محطة قطار عين تموشنت هي محطة سكة حديد جزائرية تقع في بلدية عين تموشنت بولاية عين تموشنت. تُعدّ جزءًا من شبكة الخطوط الإقليمية التي وتديرها الشركة الوطنية للنقل بالسكك الحديدية في الجزائر.

## موقعها في الشبكة الحديدية
تقع المحطة على خط السكة الحديدية السانية - بني صاف حيث تسبقها محطة قطار شعبة اللحم وتتبعها محطة قطار بني صاف.

## خدمة الركاب

### الخدمات
تخدم محطة عين تموشنت القطارات الإقليمية:
- عين تموشنت – بني صاف: تُعدّ هذه الخدمة من الخطوط الإقليمية الرئيسية، حيث تمرّ القاطرات عبر محطات مثل شعبة اللحم، المالح، العامرية، حاسي الغلة، وغيرها، قبل الوصول إلى بني صاف.
- وهران – بني صاف: تمرّ هذه الخدمة بمحطة عين تموشنت، مما يتيح للمسافرين التنقل بين وهران وبني صاف عبر عين تموشنت.

### مقالات ذات صلة
- الخط من السانية إلى بني صاف
- قائمة محطات القطارات في الجزائر

### روابط خارجية
- "ش.و.ن.س.ح". الشركة الوطنية للنقل بالسكك الحديدية. مؤرشف من الأصل في 2025-05-05.